# Tryphon cingulipes
Tryphon cingulipes är en stekelart som beskrevs av Schiodte 1839. Tryphon cingulipes ingår i släktet Tryphon och familjen brokparasitsteklar. Inga underarter finns listade i Catalogue of Life.